# Dipeptide

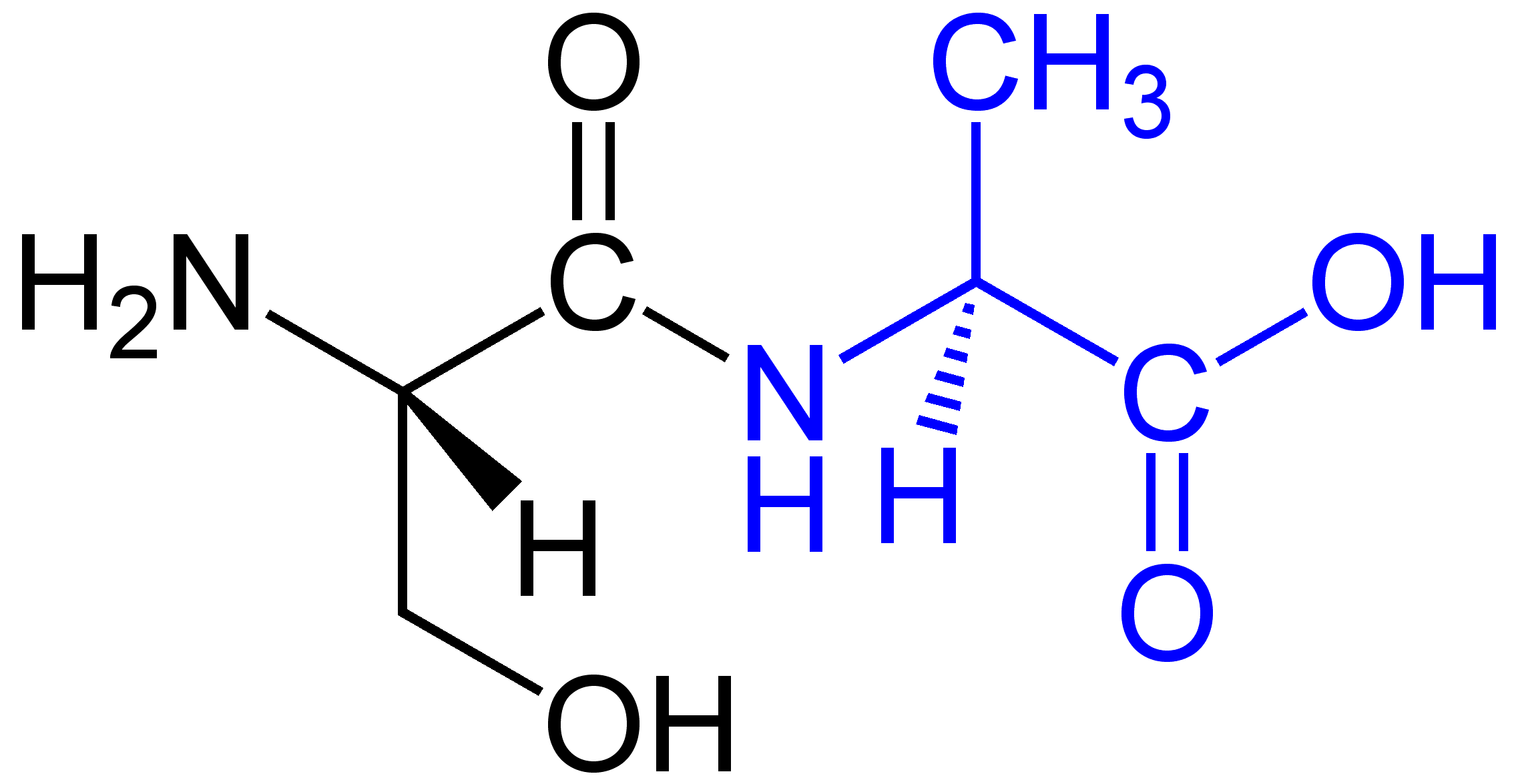
La serilalanina, un dipeptide composto da serina (nero) e alanina (blu).

Un dipeptide è un composto organico formato da due aminoacidi legati da un legame peptidico. Diversi dipeptidi sono fisiologicamente importanti e alcuni sono sia fisiologicamente che commercialmente significativi.

## Struttura

### Lineare
Come tutte le strutture proteiche, un dipeptide ha un'estremità da cui sporge il gruppo carbossilico chiamata estremità C-terminale, e un'altra estremità da cui sporge il gruppo amminico chiamata estremità N-terminale. Queste due porzioni sono quelle che generalmente reagiscono con le altre molecole.
A temperatura ambiente, i dipeptidi sono quasi tutti dei solidi bianchi, molto più solubili in acqua degli aminoacidi progenitori. Ad esempio, il dipeptide alanilglutammina ha una solubilità di 586 g/L, circa 10 volte la solubilità della glutammina che è 35 g/L. Poiché i dipeptidi sono inclini all'idrolisi, l'elevata solubilità viene sfruttata nell'alimentazione umana e non.

### Ciclica
La ciclizzazione di un dipeptide porta alla formazione di dichetopiperazine. Spesso questa classe di molecole è formata da amminoacidi non proteinogenici.

## Esempi rilevanti
| Nome             | Struttura | Funzioni                                                                           | Amminoacidi di cui è composto                            |
| ---------------- | --------- | ---------------------------------------------------------------------------------- | -------------------------------------------------------- |
| Aspartame        |           | Dolcificante                                                                       | L-fenilalanina e acido L-aspartico, con esterificazione. |
| Carnosina        |           | Tampone di acidità Antiossidante Chelante Antiglicante Aumenta prestazioni fisiche | β-alanina e L-istidina                                   |
| Acetilcarnosina  |           | Antiossidante                                                                      | β-alanina e D-istidina, con acetilazione                 |
| Alanilglutammina |           | Integratore alimentare                                                             | L-alanina e L-glutammina                                 |